# Красная книга Пермского края
Красная книга Пермского края — официальный документ, содержащий аннотированный список редких и находящихся под угрозой исчезновения животных, растений и грибов Пермского края, сведения о их состоянии и распространении, а также необходимых мерах охраны.
Опубликованная в 2008 году Красная книга Пермского края издана на основании Постановления Правительства Пермского края от 16 марта 2007 года № 29-п «О Красной книге Пермского края» и приказа Министерство градостроительства и развития инфраструктуры Пермского края от 1 июня 2007 года № 01-39 «Об утверждении перечней объектов животного и растительного мира».
Ранее действовали Указы губернатора Пермской области от 11.10.2001 № 235 «О перечне видов животных, растений и грибов, занесённых в Красную книгу Пермской области» и от 30 октября 2002 года № 217 «О Красной книге Пермской области».

## Издание

### Первое издание. Животные, растения, грибы
В издание Красной книги Пермского края, вышедшее в 2008 году, включены 102 вида животных, растений и других организмов, нуждающихся в охране, в том числе 7 видов грибов, 4 — лишайников, 6 — папоротниковидных, 1 — плауновидных, 62 — цветковых растений, 1 — ракообразных (бокоплав крангоникс Хлебникова), 2 — паукообразных (тарантул южнорусский, алопекоза кунгурская), 5 видов насекомых (2 — перепончатокрылые, 3 — чешуекрылые), 1 — круглоротые рыбы, 3 — костные рыбы, 1 — земноводные (обыкновенная чесночница), 1 — пресмыкающиеся (обыкновенная медянка), 14 — птицы, 1 — млекопитающие (русская выхухоль). Также приводится список 69 видов организмов из Красной книги России, встречающихся в Прикамье, в том числе 24 вида птиц, 9 — рыб и 22 — растений.